# Telauge
Telauge (in greco antico: Τηλαύγης?, Tēláughēs; Crotone, ... – Elea, ...; fl. V secolo a.C.) è stato un filosofo greco antico della scuola pitagorica e figlio di Pitagora.

## Biografia
Poco si conosce della vita di Telauge. Secondo la tradizione, era il figlio di Pitagora e Teano. Giamblico sostiene che Pitagora morì quando Telauge era molto giovane. Si tramanda che Telauge fu maestro di Empedocle.
Diogene Laerzio dice che Telauge non abbia scritto nulla, ma poi parla di una lettera a Filolao relativa ad Empedocle. Secondo Giamblico compose un'opera riguardante gli dei. La Suda sostiene che Telauge ha scritto quattro libri sulla Tetraktys.
In seguito alla morte del padre decise di trasferirsi ad Elea, dove fondò un'altra setta filosofica chiamata Setta Italica o Eleatica.